# Llista d'asteroides/201501-201600
| Nom      | Designació provisional | Data de descobriment   | Lloc de descobriment | Descobridor/s               |
| -------- | ---------------------- | ---------------------- | -------------------- | --------------------------- |
| 201501 - | 2003 LV4               | 5 de juny de 2003      | Kitt Peak            | Spacewatch                  |
| 201502 - | 2003 MK3               | 25 de juny de 2003     | Socorro              | LINEAR                      |
| 201503 - | 2003 MR5               | 26 de juny de 2003     | Socorro              | LINEAR                      |
| 201504 - | 2003 MW9               | 28 de juny de 2003     | Reedy Creek          | J. Broughton                |
| 201505 - | 2003 MD13              | 26 de juny de 2003     | Socorro              | LINEAR                      |
| 201506 - | 2003 NQ                | 1 de juliol de 2003    | Haleakala            | NEAT                        |
| 201507 - | 2003 NC8               | 8 de juliol de 2003    | Palomar              | NEAT                        |
| 201508 - | 2003 OD1               | 22 de juliol de 2003   | Socorro              | LINEAR                      |
| 201509 - | 2003 OP5               | 23 de juliol de 2003   | Haleakala            | NEAT                        |
| 201510 - | 2003 OT5               | 24 de juliol de 2003   | Reedy Creek          | J. Broughton                |
| 201511 - | 2003 OY5               | 24 de juliol de 2003   | Mallorca             | Mallorca                    |
| 201512 - | 2003 OF9               | 23 de juliol de 2003   | Palomar              | NEAT                        |
| 201513 - | 2003 OU15              | 23 de juliol de 2003   | Palomar              | NEAT                        |
| 201514 - | 2003 OV19              | 31 de juliol de 2003   | Haleakala            | NEAT                        |
| 201515 - | 2003 OS21              | 28 de juliol de 2003   | Campo Imperatore     | CINEOS                      |
| 201516 - | 2003 OE29              | 24 de juliol de 2003   | Palomar              | NEAT                        |
| 201517 - | 2003 OF29              | 24 de juliol de 2003   | Palomar              | NEAT                        |
| 201518 - | 2003 OH29              | 24 de juliol de 2003   | Palomar              | NEAT                        |
| 201519 - | 2003 OV31              | 24 de juliol de 2003   | Campo Imperatore     | CINEOS                      |
| 201520 - | 2003 PD4               | 2 d'agost de 2003      | Haleakala            | NEAT                        |
| 201521 - | 2003 QX1               | 19 d'agost de 2003     | Campo Imperatore     | CINEOS                      |
| 201522 - | 2003 QC2               | 19 d'agost de 2003     | Campo Imperatore     | CINEOS                      |
| 201523 - | 2003 QX8               | 20 d'agost de 2003     | Campo Imperatore     | CINEOS                      |
| 201524 - | 2003 QX11              | 21 d'agost de 2003     | Palomar              | NEAT                        |
| 201525 - | 2003 QY12              | 22 d'agost de 2003     | Haleakala            | NEAT                        |
| 201526 - | 2003 QZ17              | 22 d'agost de 2003     | Palomar              | NEAT                        |
| 201527 - | 2003 QT18              | 22 d'agost de 2003     | Palomar              | NEAT                        |
| 201528 - | 2003 QL20              | 22 d'agost de 2003     | Palomar              | NEAT                        |
| 201529 - | 2003 QS24              | 22 d'agost de 2003     | Campo Imperatore     | CINEOS                      |
| 201530 - | 2003 QL25              | 22 d'agost de 2003     | Palomar              | NEAT                        |
| 201531 - | 2003 QE39              | 22 d'agost de 2003     | Palomar              | NEAT                        |
| 201532 - | 2003 QM49              | 22 d'agost de 2003     | Palomar              | NEAT                        |
| 201533 - | 2003 QY50              | 22 d'agost de 2003     | Palomar              | NEAT                        |
| 201534 - | 2003 QV61              | 23 d'agost de 2003     | Socorro              | LINEAR                      |
| 201535 - | 2003 QV62              | 23 d'agost de 2003     | Socorro              | LINEAR                      |
| 201536 - | 2003 QG67              | 23 d'agost de 2003     | Socorro              | LINEAR                      |
| 201537 - | 2003 QA71              | 23 d'agost de 2003     | Palomar              | NEAT                        |
| 201538 - | 2003 QC73              | 24 d'agost de 2003     | Socorro              | LINEAR                      |
| 201539 - | 2003 QA75              | 24 d'agost de 2003     | Socorro              | LINEAR                      |
| 201540 - | 2003 QE76              | 24 d'agost de 2003     | Socorro              | LINEAR                      |
| 201541 - | 2003 QH95              | 29 d'agost de 2003     | Haleakala            | NEAT                        |
| 201542 - | 2003 QF96              | 30 d'agost de 2003     | Haleakala            | NEAT                        |
| 201543 - | 2003 QU100             | 28 d'agost de 2003     | Haleakala            | NEAT                        |
| 201544 - | 2003 QY100             | 28 d'agost de 2003     | Haleakala            | NEAT                        |
| 201545 - | 2003 QF103             | 31 d'agost de 2003     | Socorro              | LINEAR                      |
| 201546 - | 2003 QT103             | 31 d'agost de 2003     | Haleakala            | NEAT                        |
| 201547 - | 2003 QN106             | 31 d'agost de 2003     | Kitt Peak            | Spacewatch                  |
| 201548 - | 2003 QQ110             | 31 d'agost de 2003     | Socorro              | LINEAR                      |
| 201549 - | 2003 RN                | 1 de setembre de 2003  | Kvistaberg           | Uppsala-DLR Asteroid Survey |
| 201550 - | 2003 RC15              | 15 de setembre de 2003 | Palomar              | NEAT                        |
| 201551 - | 2003 RH15              | 15 de setembre de 2003 | Haleakala            | NEAT                        |
| 201552 - | 2003 RQ16              | 15 de setembre de 2003 | Palomar              | NEAT                        |
| 201553 - | 2003 RD17              | 15 de setembre de 2003 | Palomar              | NEAT                        |
| 201554 - | 2003 RG17              | 15 de setembre de 2003 | Palomar              | NEAT                        |
| 201555 - | 2003 RY18              | 15 de setembre de 2003 | Anderson Mesa        | LONEOS                      |
| 201556 - | 2003 RZ18              | 15 de setembre de 2003 | Anderson Mesa        | LONEOS                      |
| 201557 - | 2003 RC26              | 3 de setembre de 2003  | Bergisch Gladbach    | W. Bickel                   |
| 201558 - | 2003 RC27              | 1 de setembre de 2003  | Socorro              | LINEAR                      |
| 201559 - | 2003 SS2               | 16 de setembre de 2003 | Kitt Peak            | Spacewatch                  |
| 201560 - | 2003 SB8               | 16 de setembre de 2003 | Kitt Peak            | Spacewatch                  |
| 201561 - | 2003 SX10              | 17 de setembre de 2003 | Kitt Peak            | Spacewatch                  |
| 201562 - | 2003 SF13              | 16 de setembre de 2003 | Kitt Peak            | Spacewatch                  |
| 201563 - | 2003 SK16              | 17 de setembre de 2003 | Socorro              | LINEAR                      |
| 201564 - | 2003 SW16              | 17 de setembre de 2003 | Kitt Peak            | Spacewatch                  |
| 201565 - | 2003 SQ28              | 18 de setembre de 2003 | Palomar              | NEAT                        |
| 201566 - | 2003 SM29              | 18 de setembre de 2003 | Palomar              | NEAT                        |
| 201567 - | 2003 SN29              | 18 de setembre de 2003 | Palomar              | NEAT                        |
| 201568 - | 2003 SQ38              | 16 de setembre de 2003 | Palomar              | NEAT                        |
| 201569 - | 2003 SM47              | 17 de setembre de 2003 | Kvistaberg           | Uppsala-DLR Asteroid Survey |
| 201570 - | 2003 SD49              | 18 de setembre de 2003 | Palomar              | NEAT                        |
| 201571 - | 2003 SP50              | 18 de setembre de 2003 | Palomar              | NEAT                        |
| 201572 - | 2003 SE52              | 18 de setembre de 2003 | Palomar              | NEAT                        |
| 201573 - | 2003 SK59              | 17 de setembre de 2003 | Anderson Mesa        | LONEOS                      |
| 201574 - | 2003 SQ61              | 17 de setembre de 2003 | Socorro              | LINEAR                      |
| 201575 - | 2003 SX65              | 18 de setembre de 2003 | Socorro              | LINEAR                      |
| 201576 - | 2003 SX69              | 17 de setembre de 2003 | Kitt Peak            | Spacewatch                  |
| 201577 - | 2003 SR70              | 18 de setembre de 2003 | Uccle                | T. Pauwels                  |
| 201578 - | 2003 ST71              | 18 de setembre de 2003 | Kitt Peak            | Spacewatch                  |
| 201579 - | 2003 SA80              | 19 de setembre de 2003 | Kitt Peak            | Spacewatch                  |
| 201580 - | 2003 SC80              | 19 de setembre de 2003 | Kitt Peak            | Spacewatch                  |
| 201581 - | 2003 SS80              | 19 de setembre de 2003 | Haleakala            | NEAT                        |
| 201582 - | 2003 SX85              | 16 de setembre de 2003 | Kitt Peak            | Spacewatch                  |
| 201583 - | 2003 SJ87              | 17 de setembre de 2003 | Socorro              | LINEAR                      |
| 201584 - | 2003 SX87              | 17 de setembre de 2003 | Campo Imperatore     | CINEOS                      |
| 201585 - | 2003 SK90              | 18 de setembre de 2003 | Socorro              | LINEAR                      |
| 201586 - | 2003 SF97              | 19 de setembre de 2003 | Palomar              | NEAT                        |
| 201587 - | 2003 SU104             | 20 de setembre de 2003 | Socorro              | LINEAR                      |
| 201588 - | 2003 SS119             | 17 de setembre de 2003 | Kitt Peak            | Spacewatch                  |
| 201589 - | 2003 SU120             | 17 de setembre de 2003 | Socorro              | LINEAR                      |
| 201590 - | 2003 SZ127             | 20 de setembre de 2003 | Socorro              | LINEAR                      |
| 201591 - | 2003 SU128             | 20 de setembre de 2003 | Kitt Peak            | Spacewatch                  |
| 201592 - | 2003 SE129             | 20 de setembre de 2003 | Črni Vrh             | Črni Vrh                    |
| 201593 - | 2003 SX139             | 18 de setembre de 2003 | Kitt Peak            | Spacewatch                  |
| 201594 - | 2003 SZ143             | 21 de setembre de 2003 | Socorro              | LINEAR                      |
| 201595 - | 2003 SC146             | 20 de setembre de 2003 | Haleakala            | NEAT                        |
| 201596 - | 2003 ST148             | 16 de setembre de 2003 | Kitt Peak            | Spacewatch                  |
| 201597 - | 2003 SV151             | 18 de setembre de 2003 | Palomar              | NEAT                        |
| 201598 - | 2003 SA155             | 19 de setembre de 2003 | Anderson Mesa        | LONEOS                      |
| 201599 - | 2003 SH164             | 20 de setembre de 2003 | Anderson Mesa        | LONEOS                      |
| 201600 - | 2003 SR174             | 18 de setembre de 2003 | Kitt Peak            | Spacewatch                  |